# NGC 2565
NGC 2565 في الفهرس العام الجديد، هي مجرة، تقع في كوكبة السرطان. اكتشفت في 1886 .

## روابط خارجية
- NGC 2565 على موقع ويكي سكاي: DSS2, SDSS, GALEX, IRAS, Hydrogen α, X-Ray, Astrophoto, Sky Map, Articles and images